# Belgian Building
Le Belgian Friendship Building ou Belgian Pavilion est l'ancien bâtiment de la Belgique pour la Foire internationale de New York 1939-1940. Il est actuellement utilisé en tant que Barco-Stevens Hall, salle sportive de la Virginia Union University à Richmond.

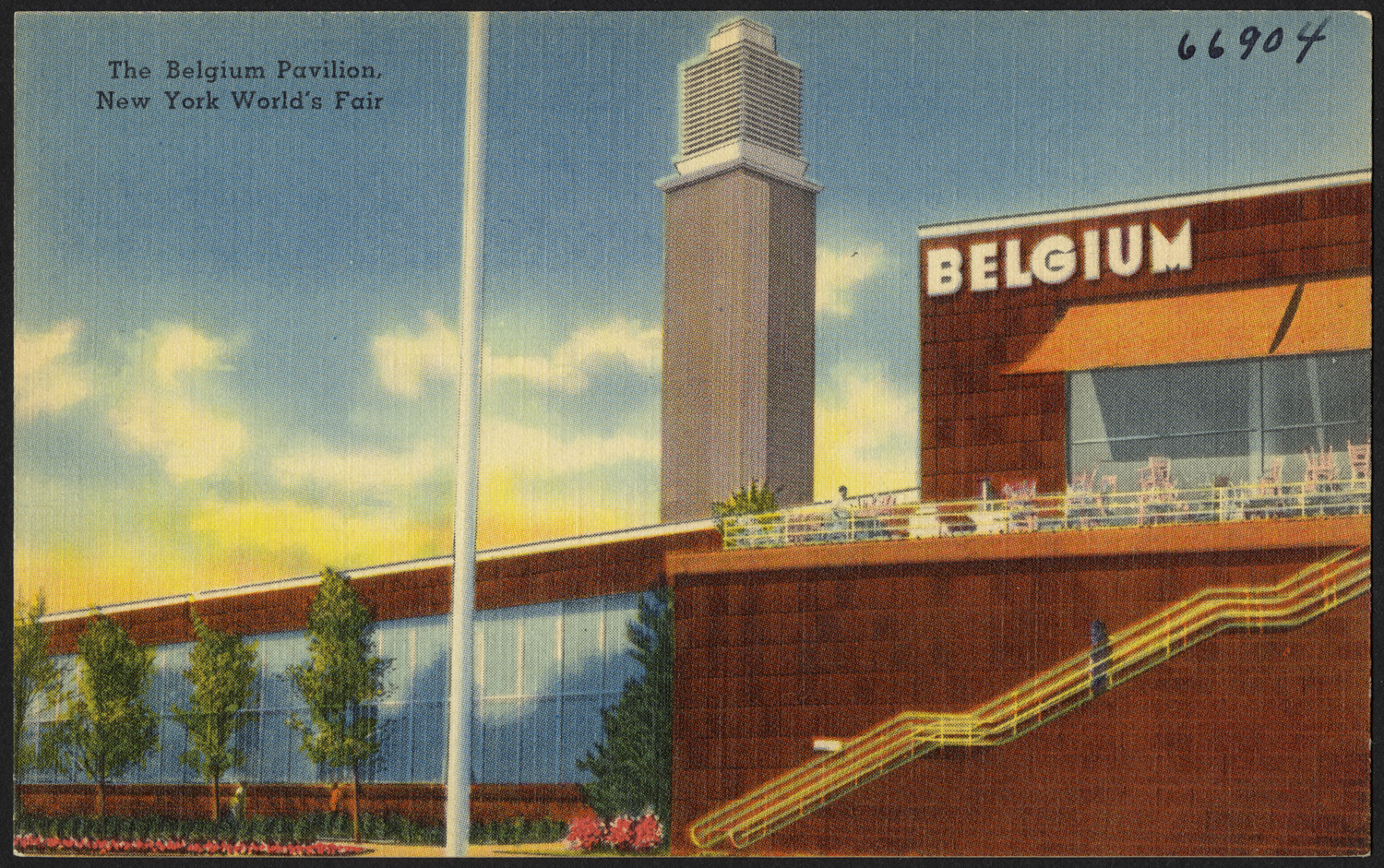

Il a été conçu par les architectes belges Victor Bourgeois et Léon Stynen sous la responsabilité d'Henry van de Velde, et se distingue comme un exemple précoce de l'architecture moderniste aux États-Unis. En raison de la seconde Guerre mondiale, le complexe n'a pu être rendu à la Belgique. Dès lors, le gouvernement belge a parrainé un concours pour déterminer un nouveau propriétaire. La Virginia Union University l'a remporté et le bâtiment a été reconstruit dans son campus de Richmond en 1941.
Par ailleurs, la décoratrice Lou Bertot-Marissal a réalisé trois stands pour le pavillon belge contenant une collection de jouets de l’usine Torck,.

## Protection
- NRHP (#01000439) depuis le 26 février 1970[3]
- VLR (#127-0173) depuis le 2 décembre 1969[4]

## Liens externes

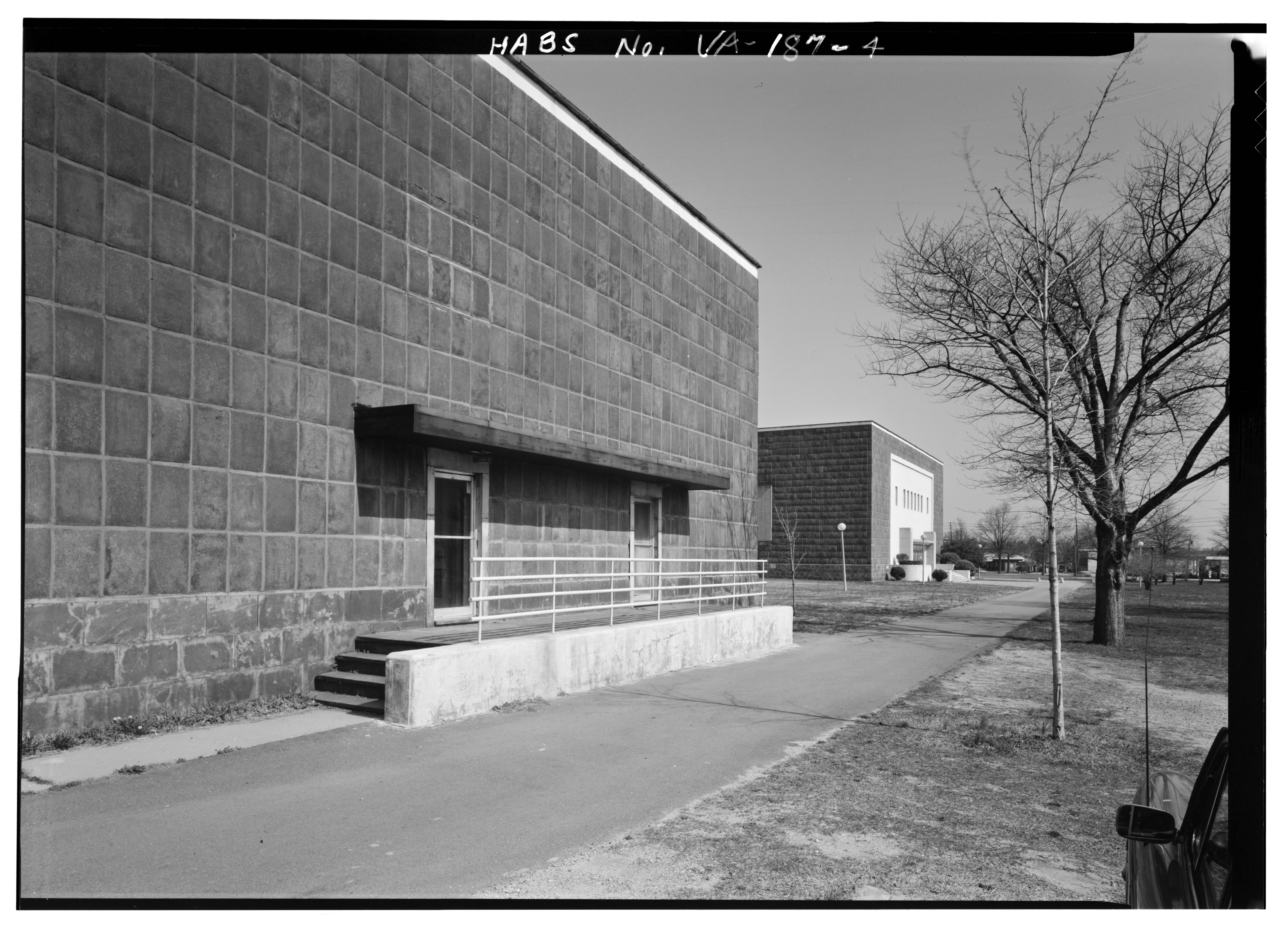
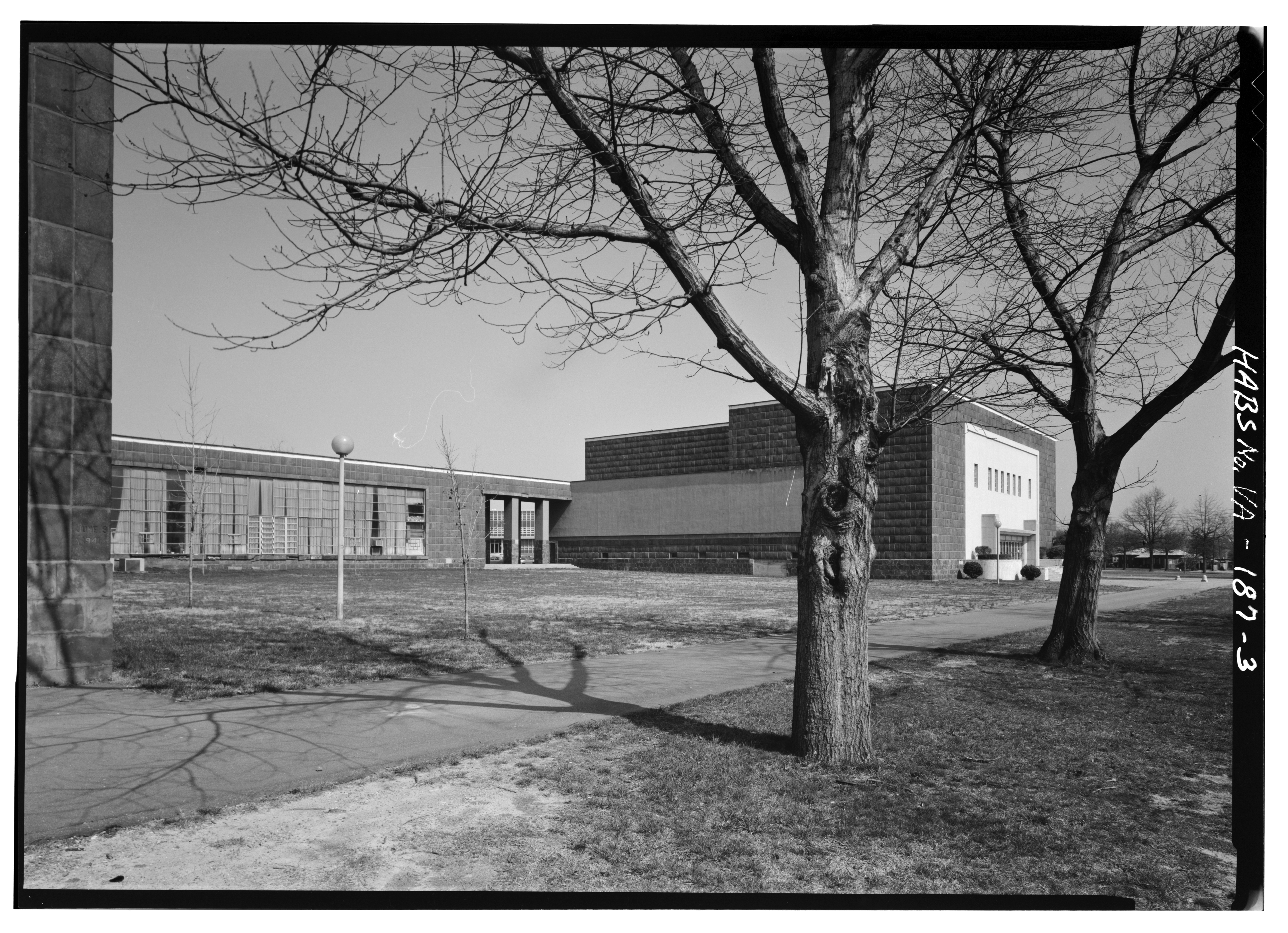
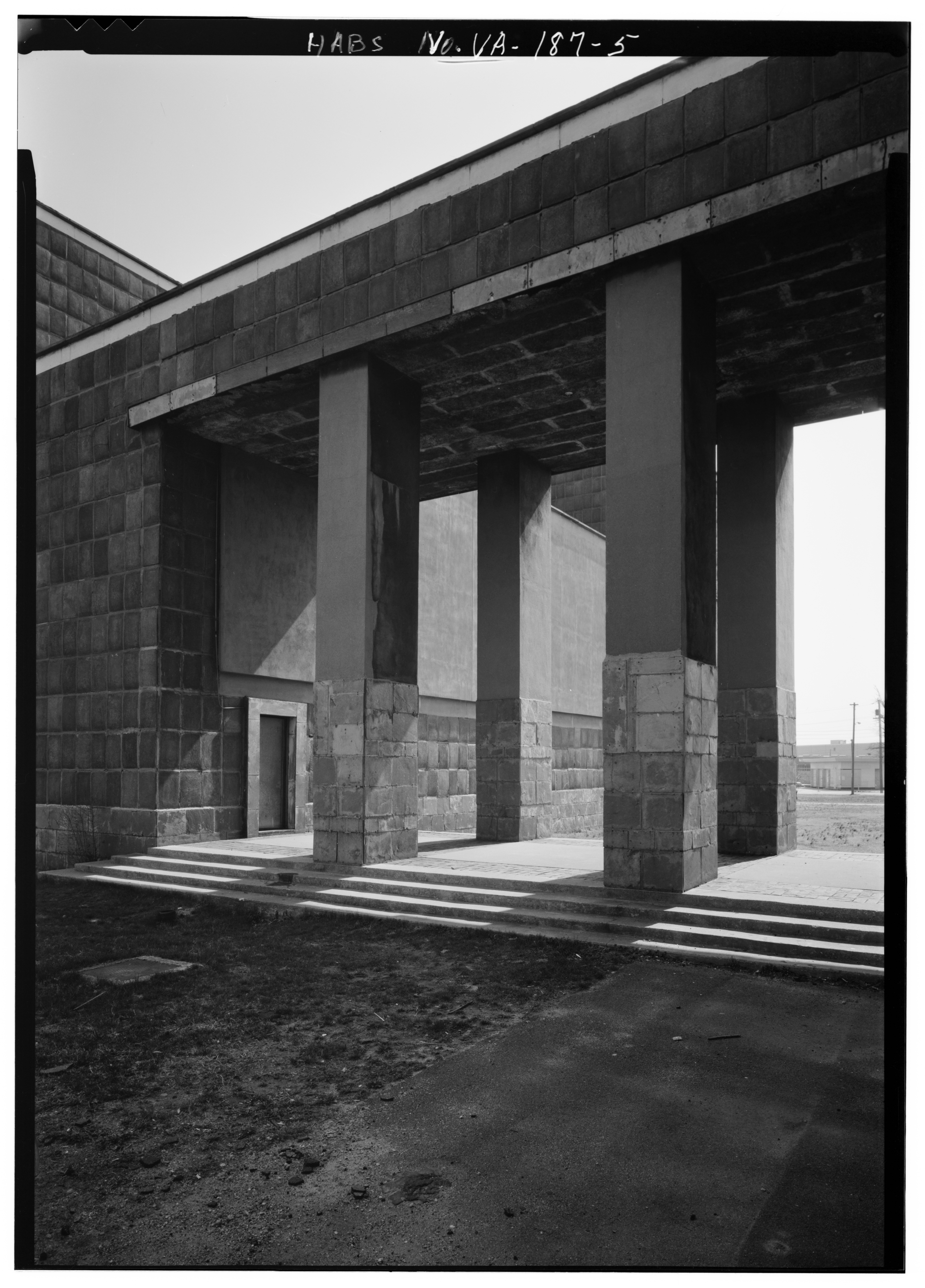
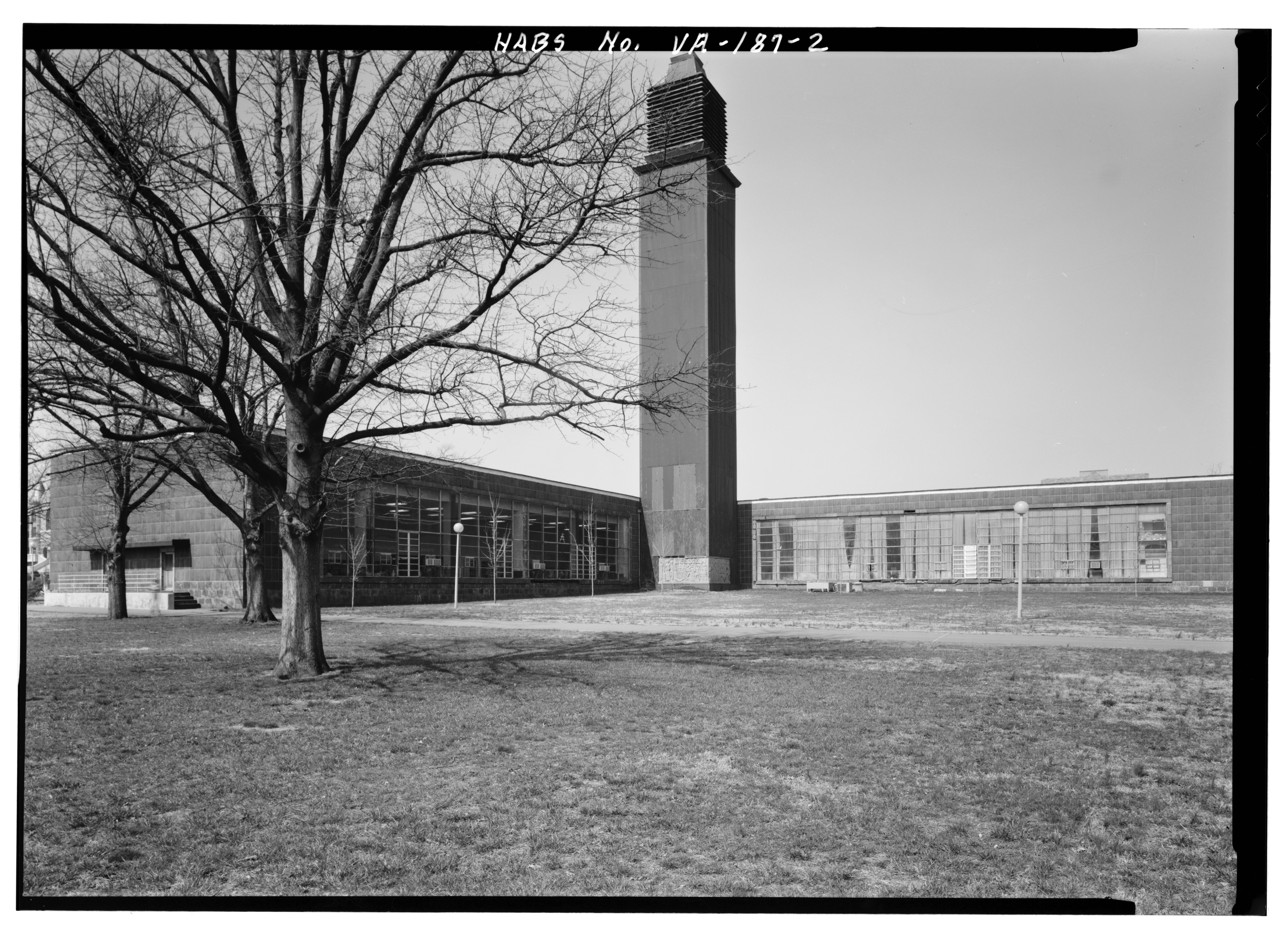
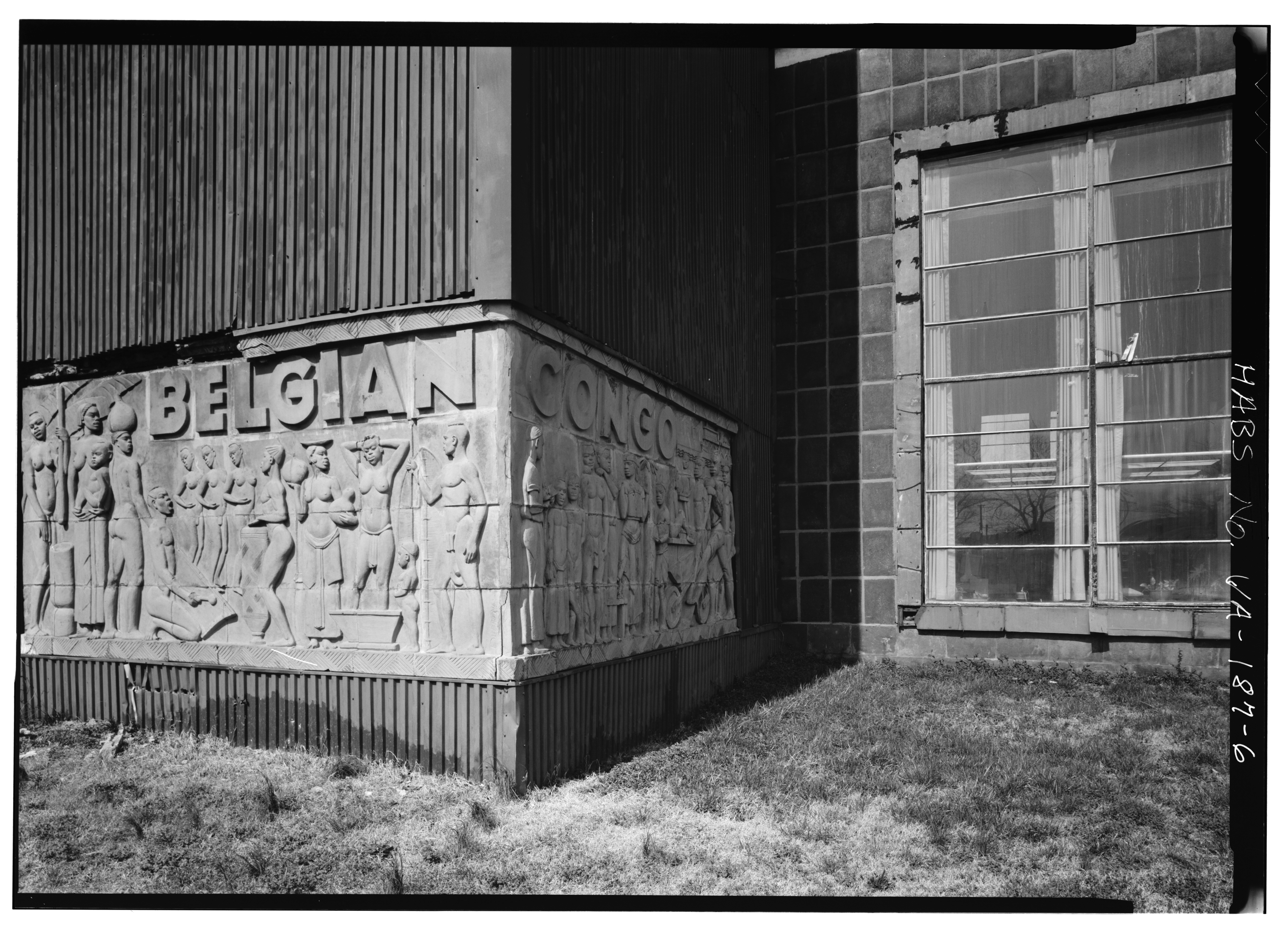
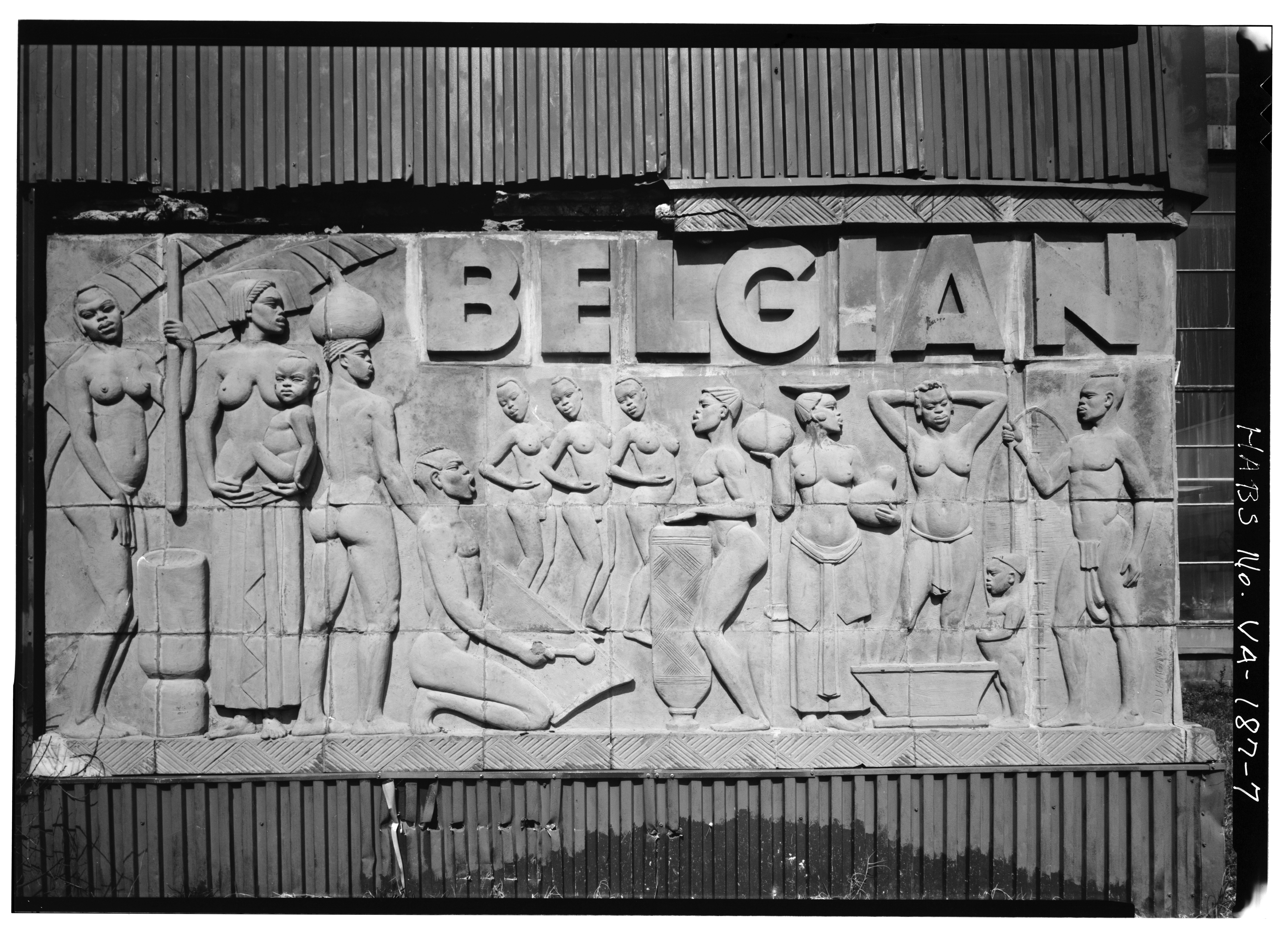